# Рудня (Новинский сельский совет)
Рудня (укр. Рудня) — село на Украине, основано в 1930 году, находится в Коростенском районе Житомирской области. До 29.06.1960 — Рудня-Барановская. Стоит на реке Белка.
Код КОАТУУ — 1822384105. Население по переписи 2001 года составляло 45 человек, по состоянию на 2017 год — 3 человека, на конец 2018 года — 1 человек. Почтовый индекс — 11571. Телефонный код — 4142. Занимает площадь 0,462 км².
Стоит на реке Хотоза.

## Галерея

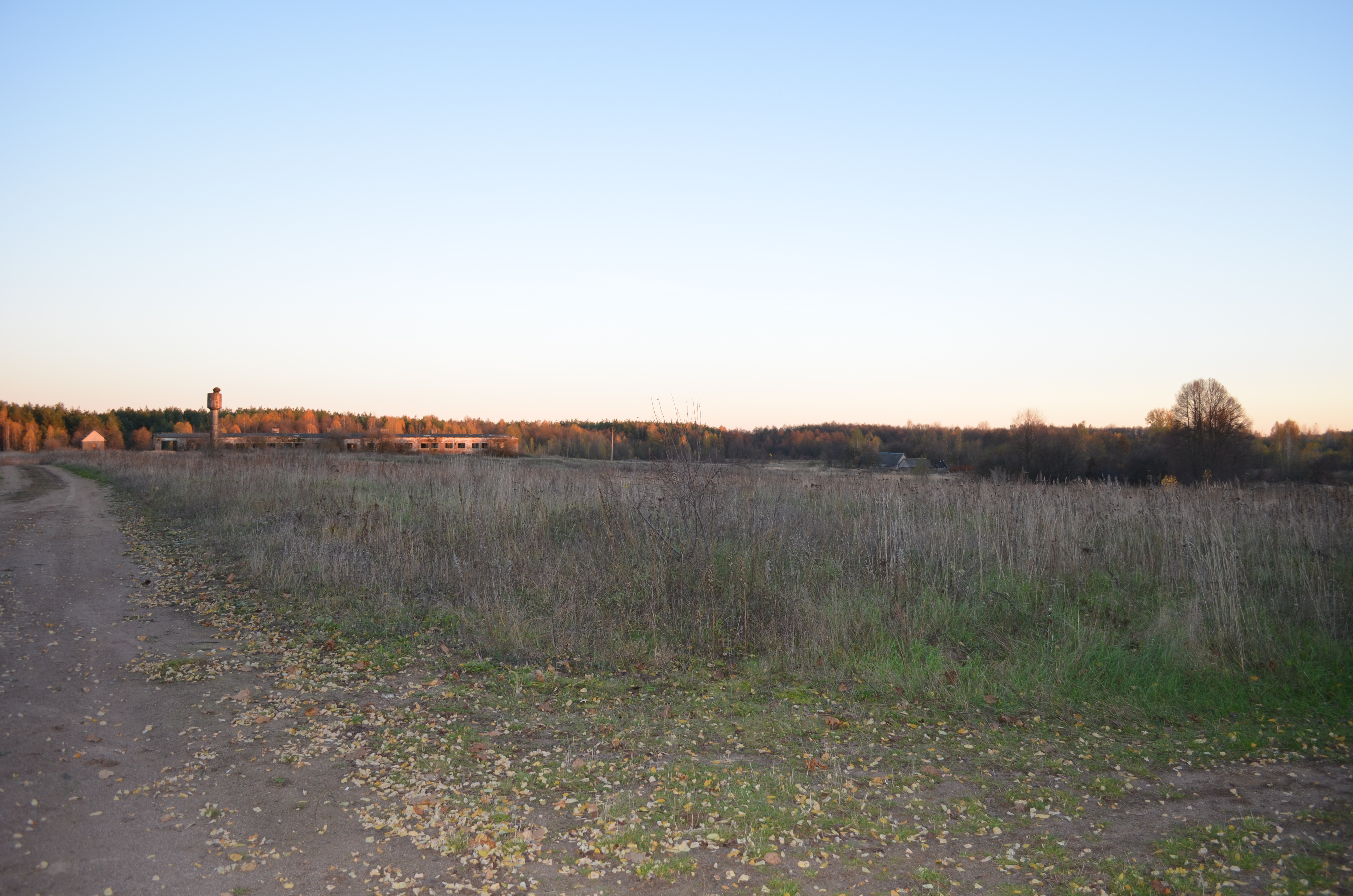
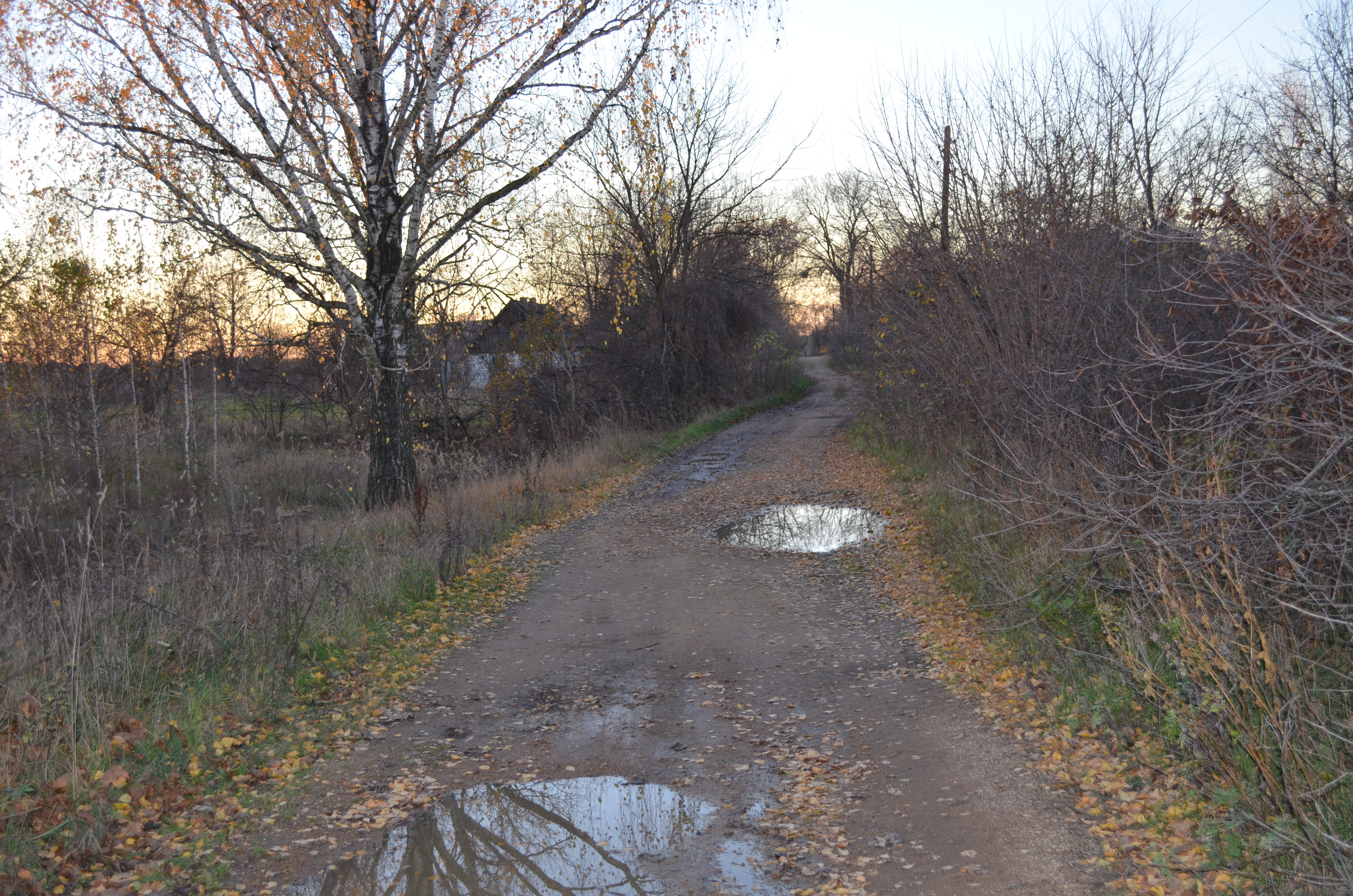
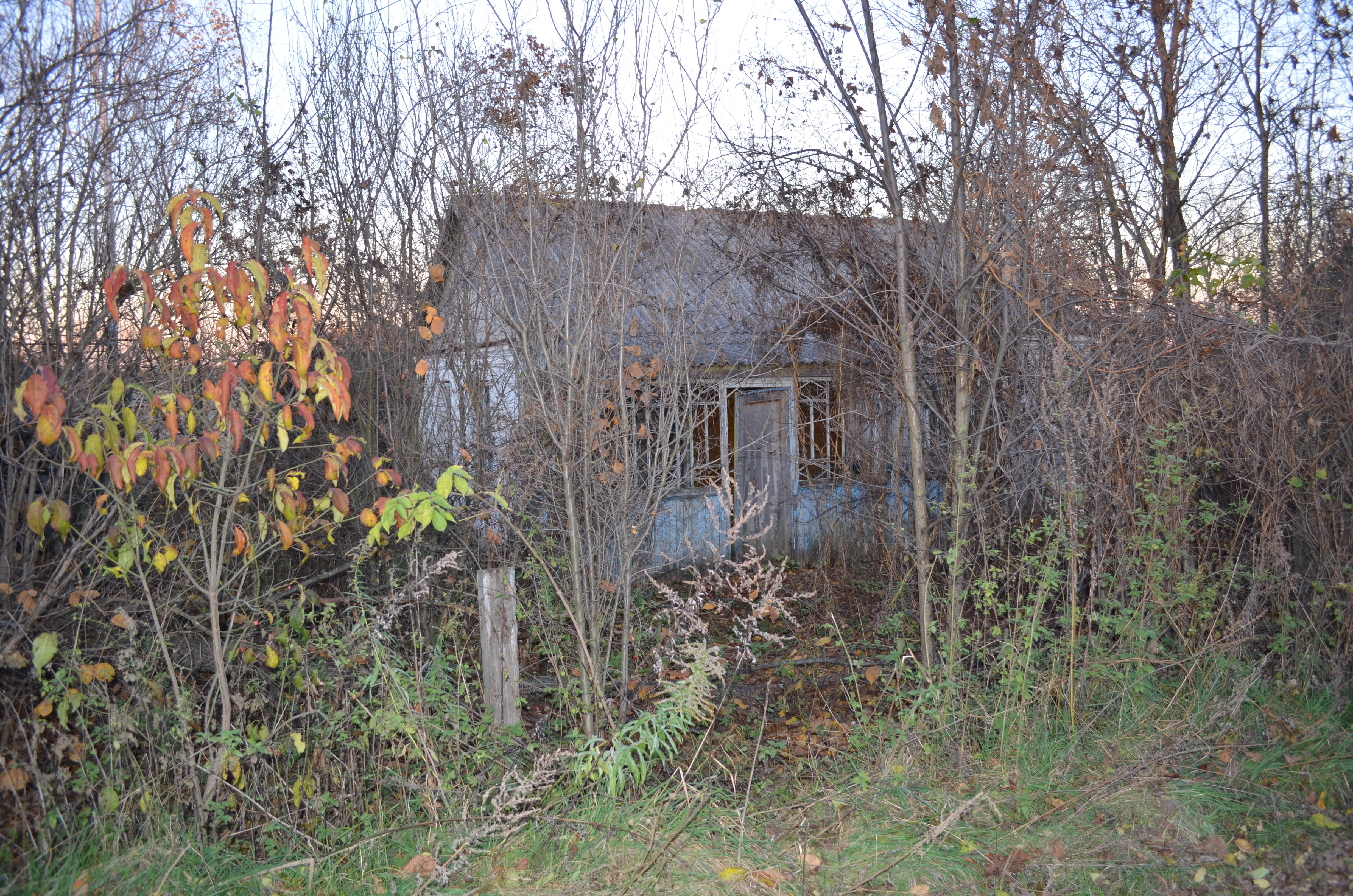
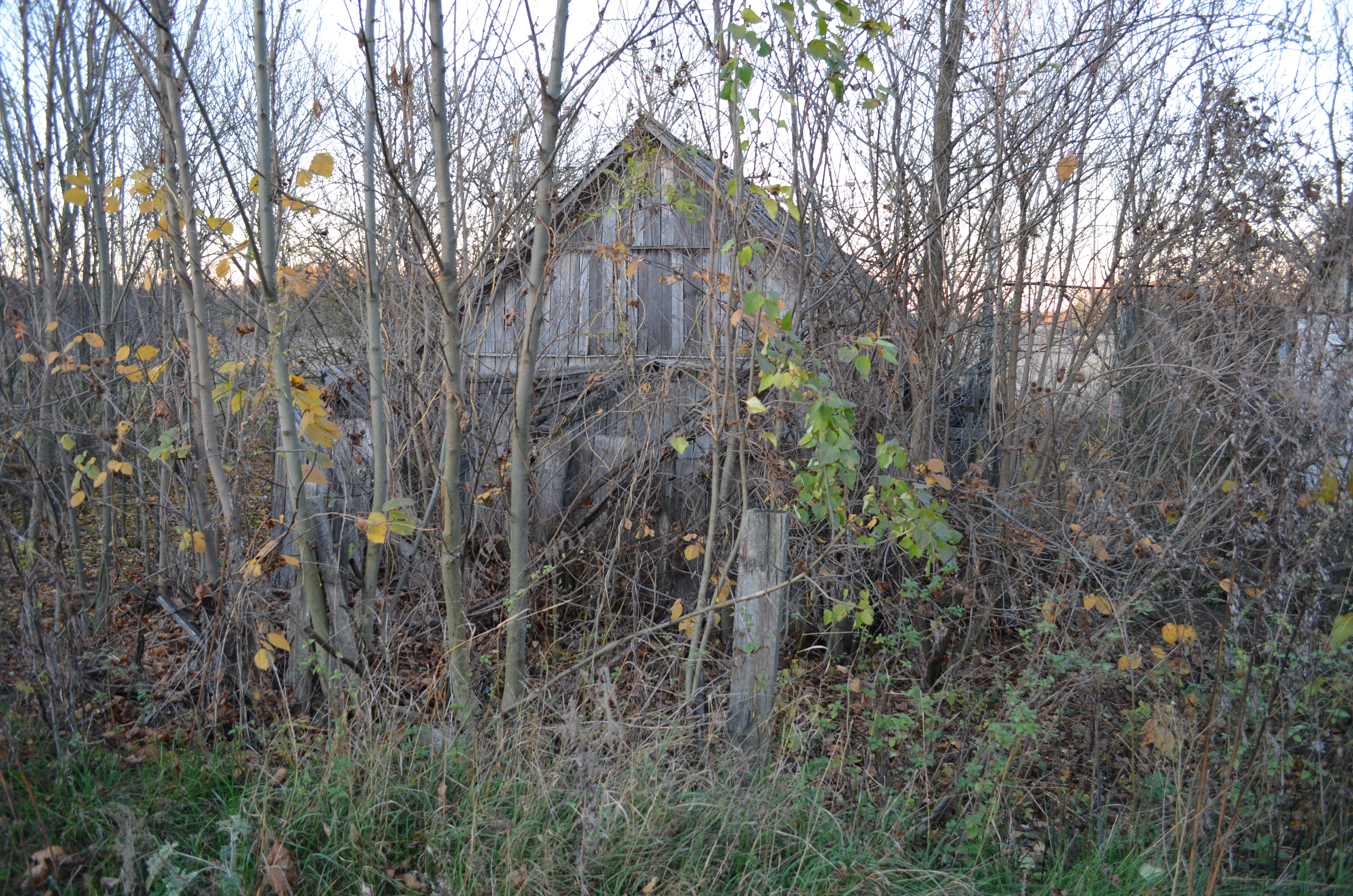
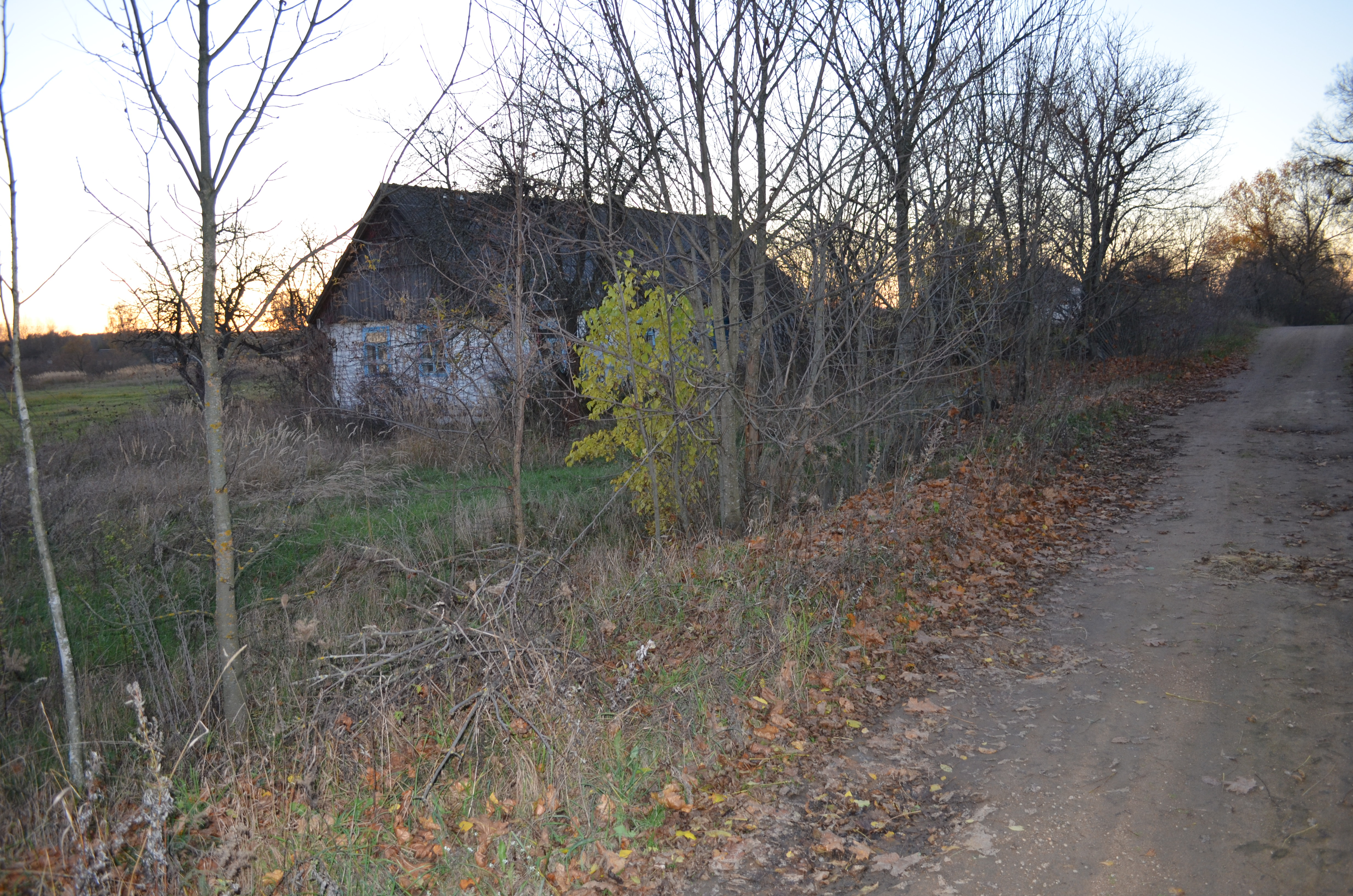
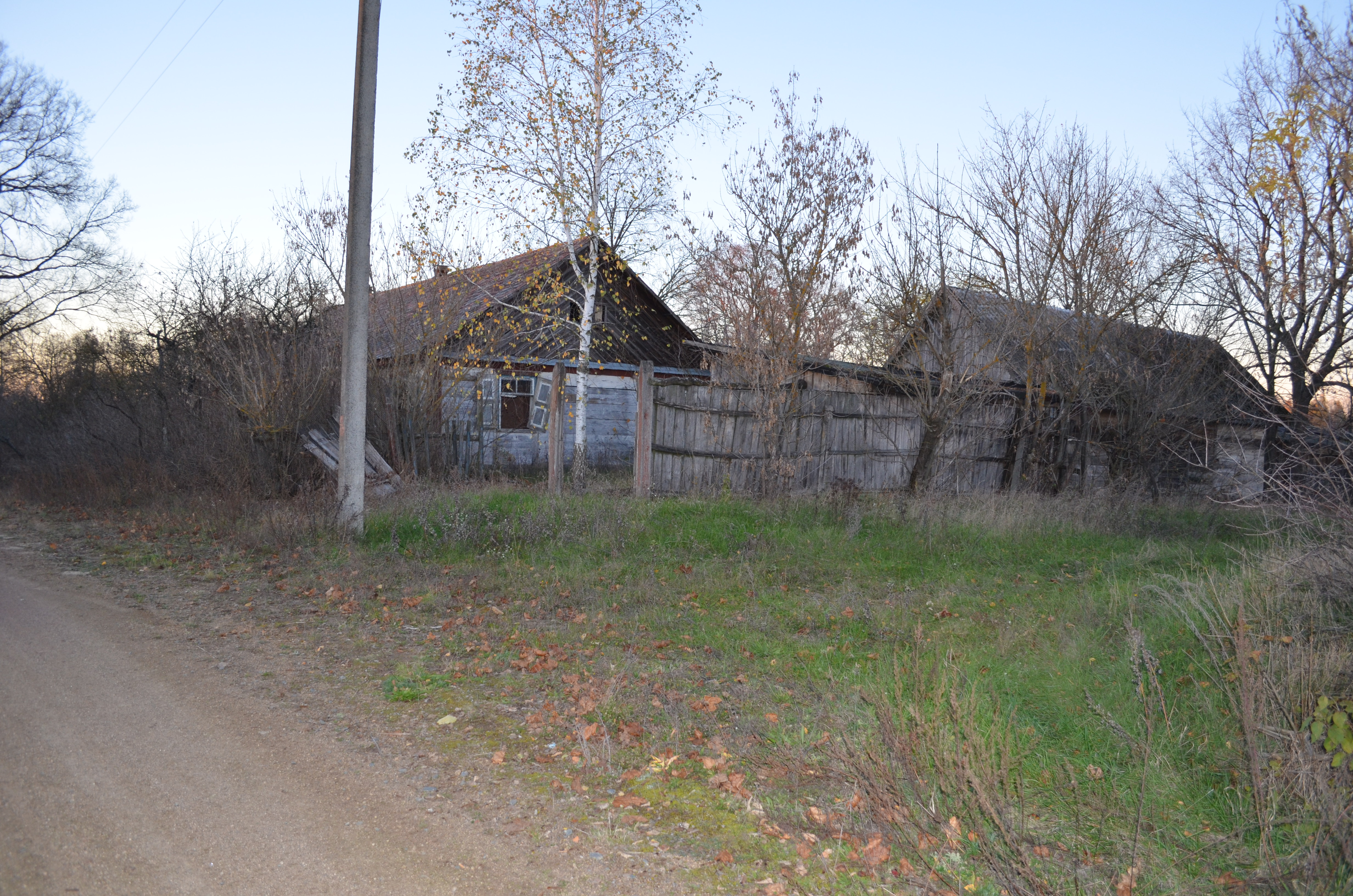
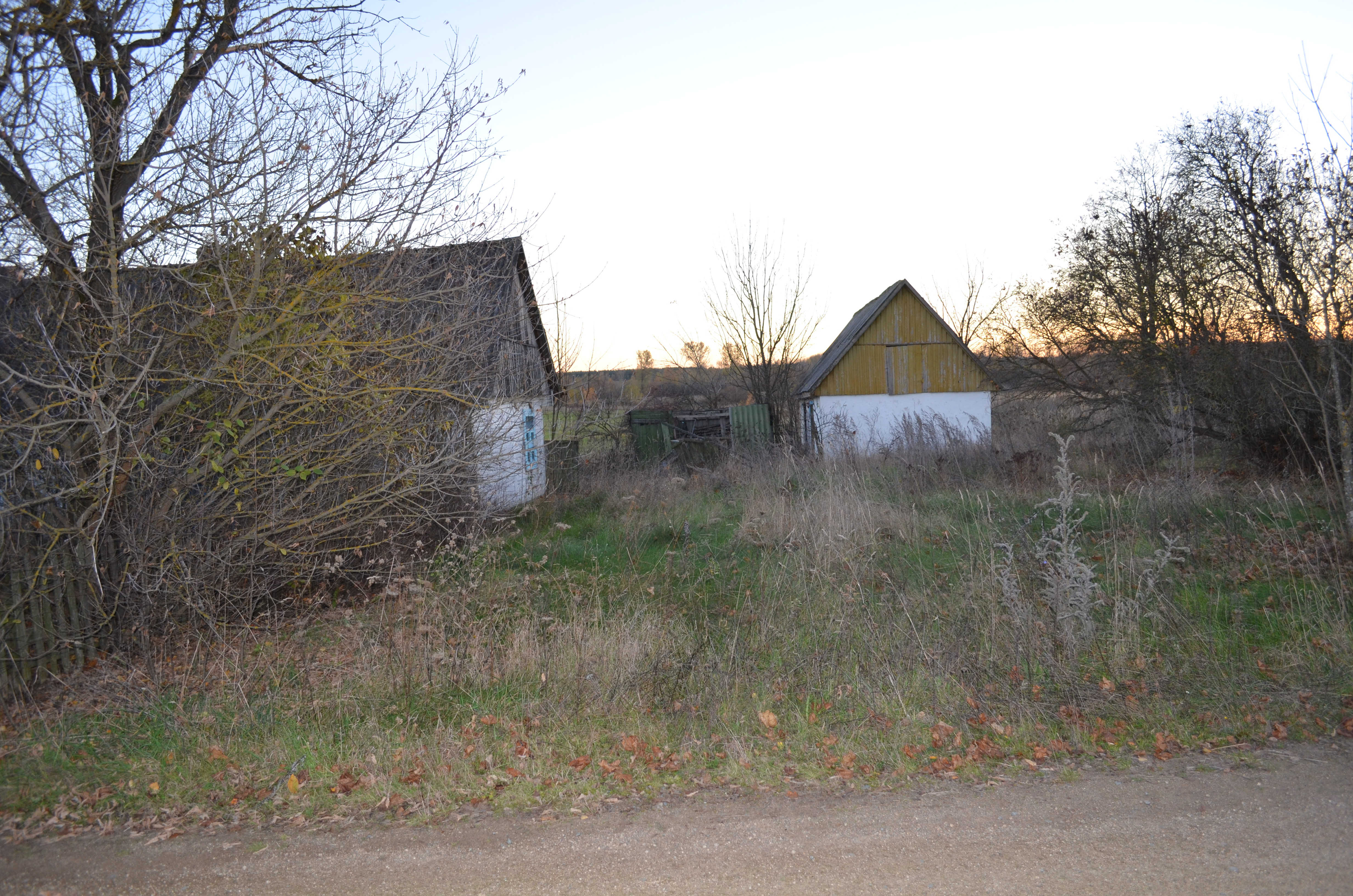
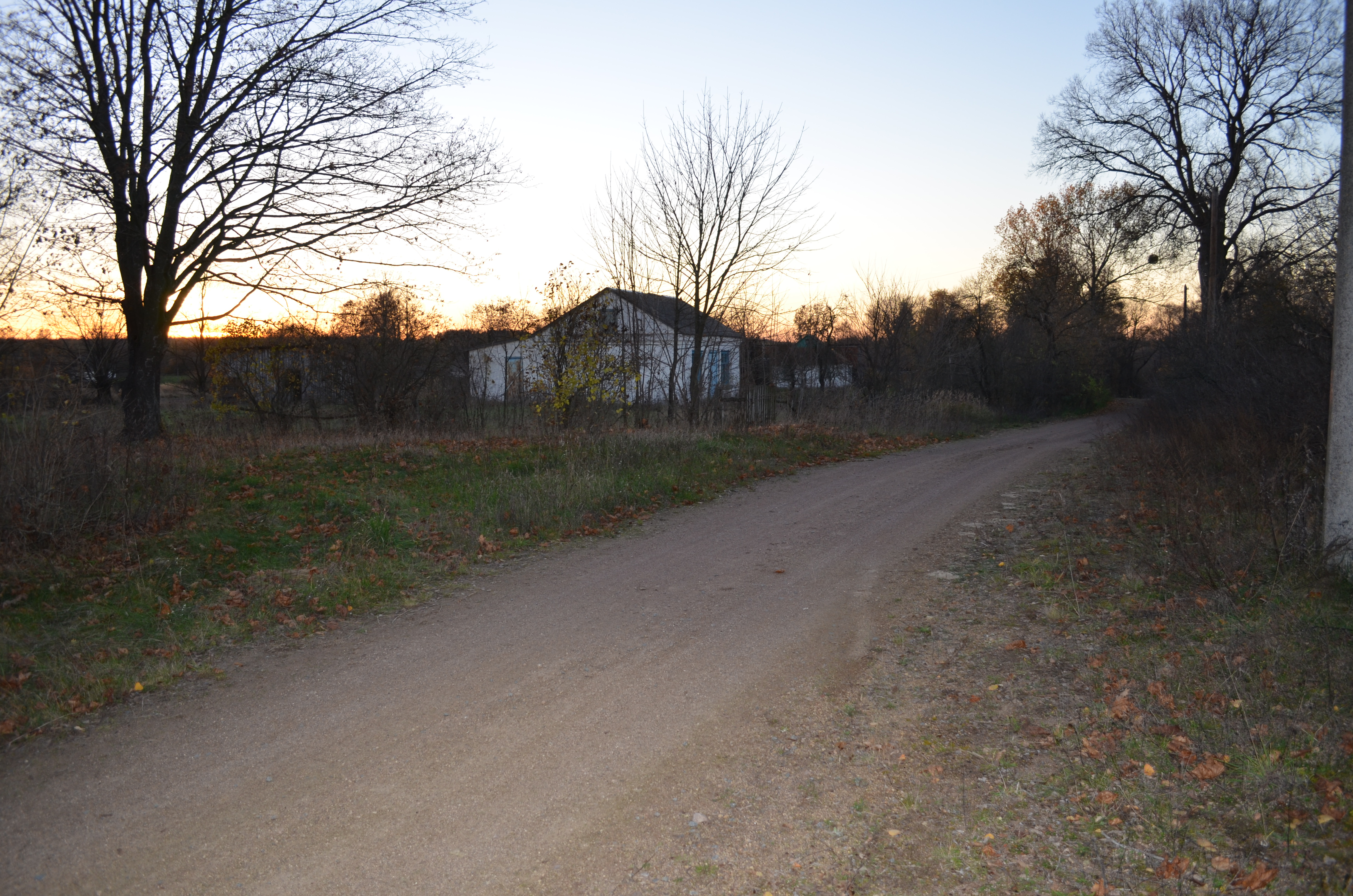
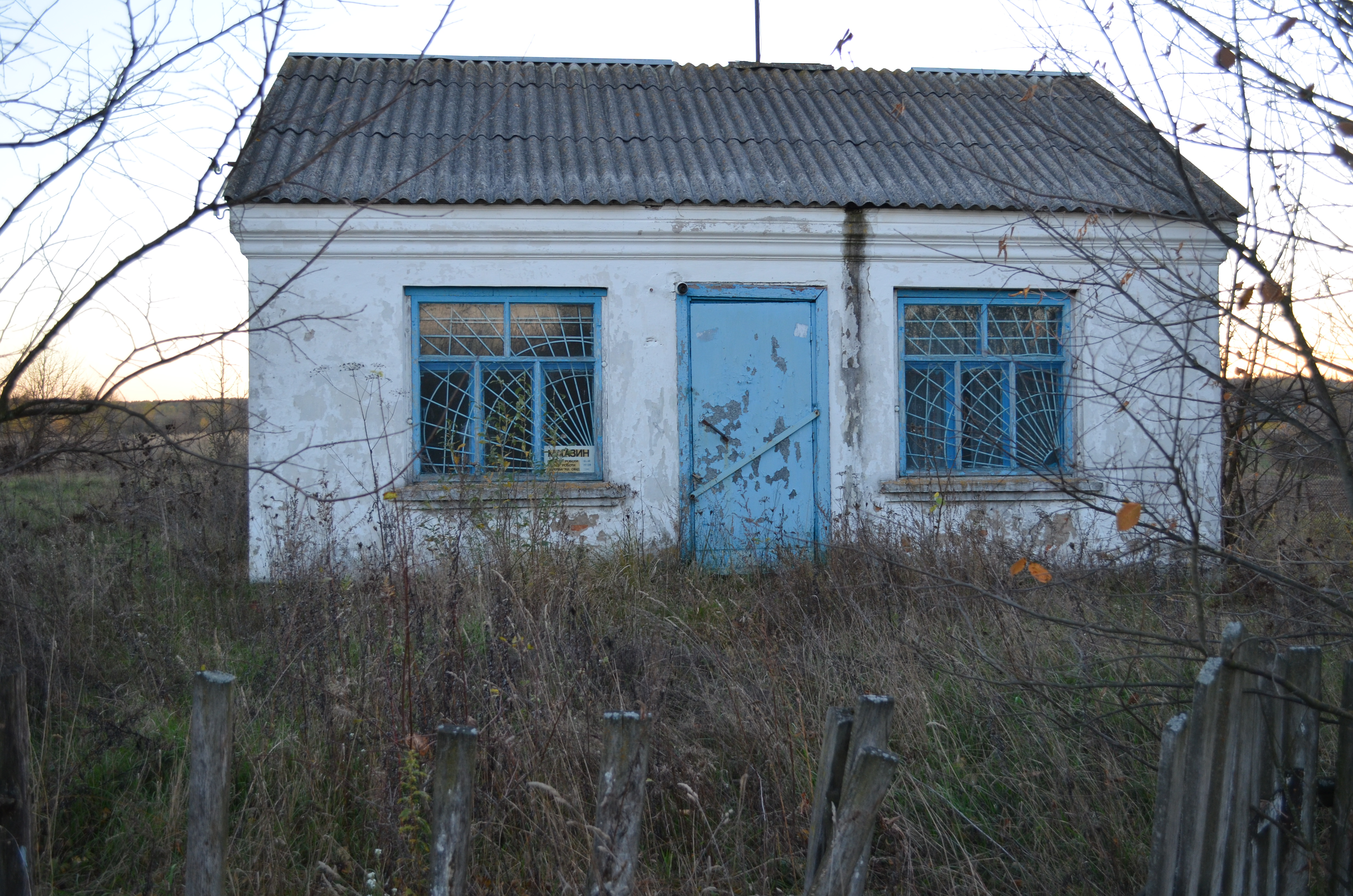
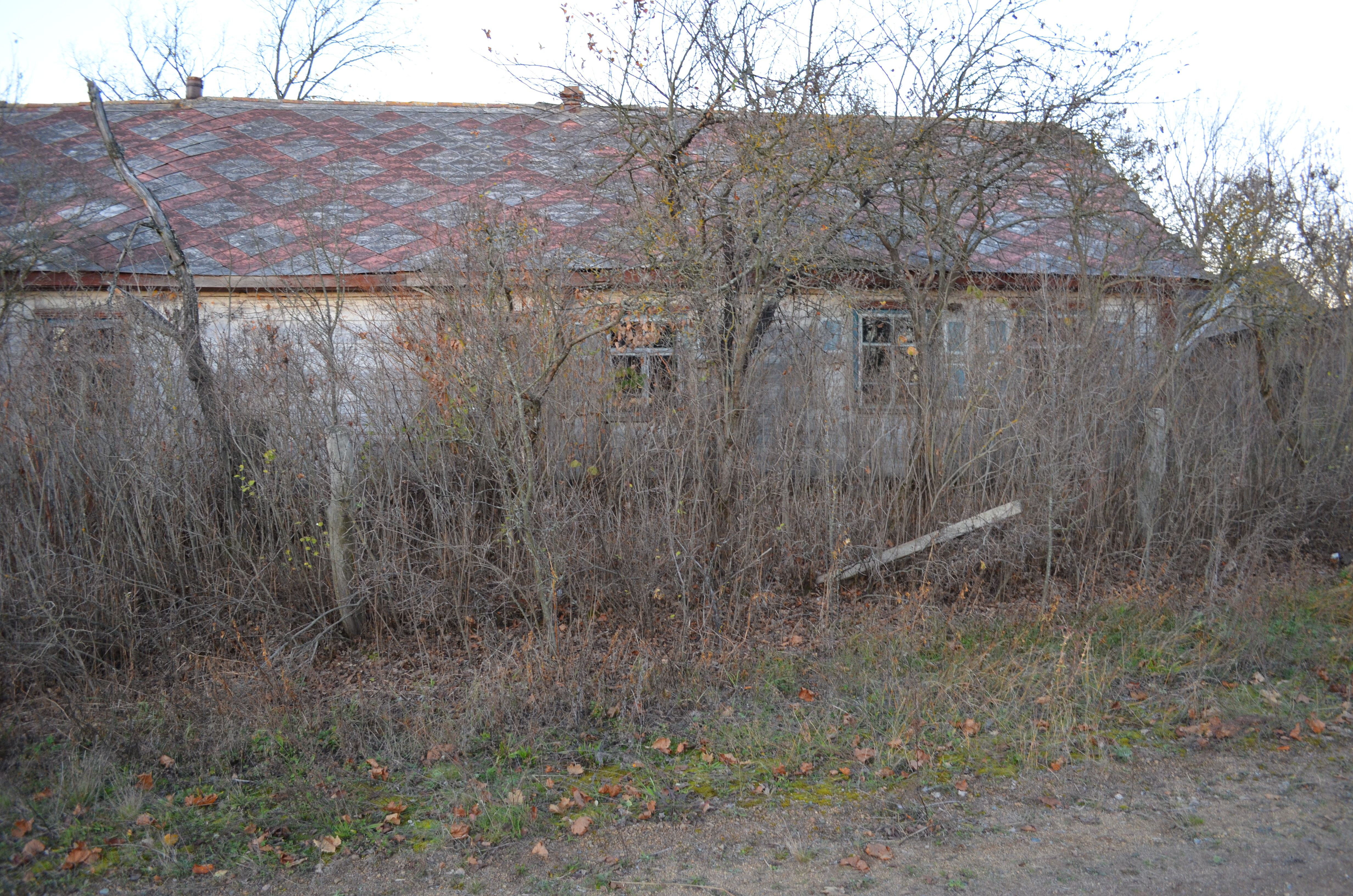

## Адрес местного совета
11566, Житомирская область, Коростенский р-н, с. Новина, ул. Центральная, 24, тел. 6-54-08.